# Joy Ride (film)
Joy Ride är en amerikansk komedifilm från 2023 som hade premiär i USA den 7 juli 2023. Filmen är regisserad av Adele Lim. För manus har Cherry Chevapravatdumrong och Teresa Hsiao svarat. Joy Ride hade sin världspremiär på SXSW den 17 mars 2023.

## Handling
Filmen kretsar kring barndomsvännerna Audrey och Lolo, som tillsammans med Audreys tidigare rumskamrat Kat och Lolos kusin Deadeye reser till Kina för att hitta Audreys biologiska mamma. Resan går dock inte helt som planerat.

## Roller (i urval)
- Ashley Park – Audrey
- Sherry Cola – Lolo
- Stephanie Hsu – Kat
- Sabrina Wu – Deadeye
- Ronny Chieng
- Lori Tan Chinn
- David Denman – Audreys adoptivpappa
- Annie Mumolo – Audreys adoptivmamma
- Desmond Chiam – Clarence
- Alexander Hodge – Todd
- Chris Pang